# Meterana badia
Meterana badia är en fjärilsart som beskrevs av Alfred Philpott 1927. Meterana badia ingår i släktet Meterana och familjen nattflyn. Inga underarter finns listade i Catalogue of Life.